# Марь душистая
Dysphania botrys (лат.) — вид однолетних приятнопахнущих травянистых растений из рода Dysphania семейства Амарантовые (Amaranthaceae). Рудеральное, не имеющее существенного хозяйственного значения, растение.

## Распространение и экология
Естественная область распространения лежит в Евразии. Натурализовано в Америке и других регионах мира с подходящим климатом. В России произрастает в степях европейской части и на юге Западной Сибири. Как заносное растение расселилось в северных районах. Предпочитает песчаные и каменистые почвы, встречается на пустырях, в мусорных местах, на склонах железнодорожных насыпей, растёт в старых руслах пересохших рек.

## Ботаническое описание
Растение высотой от 15 до 60 см, желтовато-зелёного цвета, покрытое клейкими железистыми волосками, обладает приятным запахом. Стебель ветвистый. Листья очерёдные, посажены на черешках, тупые, перисто-лопастной формы с тупозубчатым краем, к верху более простые, часто цельнокрайные. Цветки мелкие обоеполые, собраны в пиромидально-метельчатые соцветия.

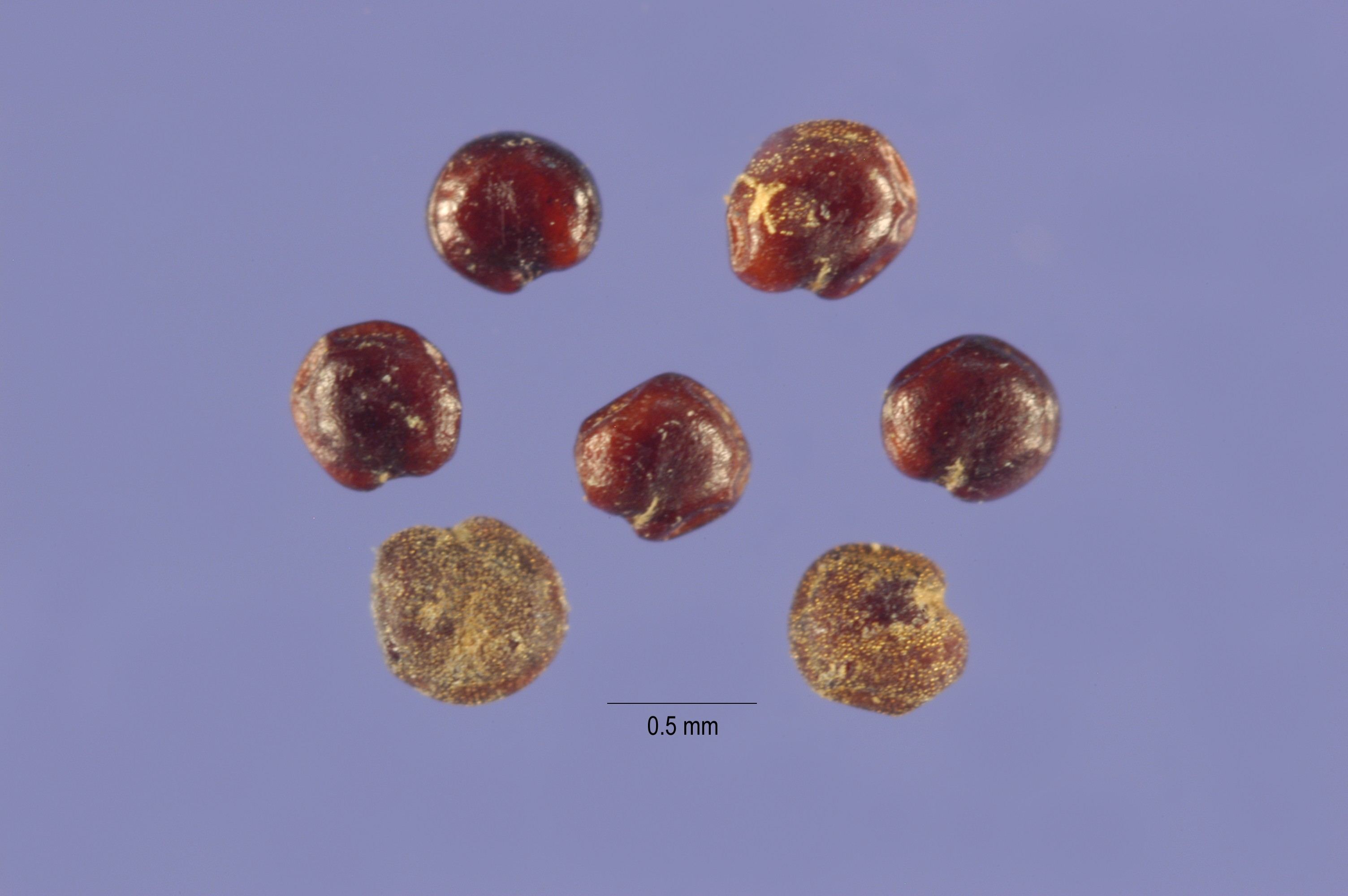
Семена

Цветение продолжается с июля по август. Опыление обычно происходит под действием ветра. Плодоношение наступает в августе, продолжается до сентября.
Семена размером менее 1 мм в диаметре, чёрно-бурые блестящие, покрытые легко отделяющимся пёстрым перикарпием.
В состав растения входят пахучие эфирные масла.

## Хозяйственное значение и применение
Ранее растение находило применение как лекарственное, употребляется народной медициной для лечения астмы и против мигрени, в виде настоя — как слабительное и противоглистное средство. Надземная часть растения употребляется на Кавказе и Средней Азии — отвары, настоиː наружно при кожных заболеваниях, гонорее. Внутрь — мигрень, желудочно-кишечные расстройства; мочегонное, противолихорадочное, противоглистное; ванны — при простуде и женских заболеваниях. Отвары, экстраты и настои как гипотензивное и противоастматическое средство; нормализует коронарное кровообращение, усиливает работу сердца, снимает головокружение, раздражительность, нормализует сон. Водные вытяжки — антибактериальное, противопротозойное, фитонцидное, антигельминтное.

В труде группы болгарских ученых, в течение долгих лет работавших в области фитотерапии, Д. Йорданова, П.Николова, Асп. Бойчинова констатируется, что масло мари оказывает сильное глистогонное действие. Но при этом они предупреждают, что в более высоких дозах, чем лечебное, оно ядовито и может вызвать тяжёлые расстройства желудочно-кишечного тракта, менструальные кровоизлияния и аборты и должно применяться только по назначению врача и под его наблюдением.

В более позднем руководстве болгарский ученый-фитотерапевт профессор Веселин Петков также отмечает, что марь душистая обладает противоглистным действием, но информирует, что в настоящее время, как лекарственное растение оно не применяется.
Использовалось как средство против моли.
Верблюдом, овцой и частично крупно рогатым скотом поедается удовлетворительно.
Пригодно для получения ароматического эфирного масла.
Возможно кулинарное использование в роли приправы.
В больших дозах — судорожный яд. Семена ядовиты.

## Таксономия
Dysphania botrys (L.) Mosyakin & Clemants, Ukrainian Botanical Journal. 59(4): 383. 2002.
Изначально вид относили к роду Марь, позднейшими исследованиями систематики марьевых вид был вынесен в род Дисфания.

### Синонимы
- Ambrina botrys Moq.
- Ambrina foetida Moq.
- Atriplex botrys (L.) Crantz
- Botrydium aromaticum Spach
- Botrydium botrys (L.) Small
- Botrys aromatica (Spach) Nieuwl.
- Chenopodium aromaticum auct.
- Chenopodium botrydium St.-Lag.
- Chenopodium botryoides Raf. ex Moq.
- Chenopodium botrys L. basionym — Марь душистая
- Chenopodium ilicifolium Griff.
- Chenopodium multiflorum Moq.
- Chenopodium nepalense Moq.
- Neobotrydium botrys (L.) Moldenke
- Roubieva botrys (L.) Fuss
- Teloxys botrys (L.) W.A.Weber
- Vulvaria botrys (L.) Bubani